# グンナー・ニールセン (サッカー選手)
グンナー・ニールセン（フェロー語: Gunnar Nielsen、1986年10月7日 - ）は、フェロー諸島のサッカー選手。フェロー諸島代表。ポジションはGK。

## クラブ歴

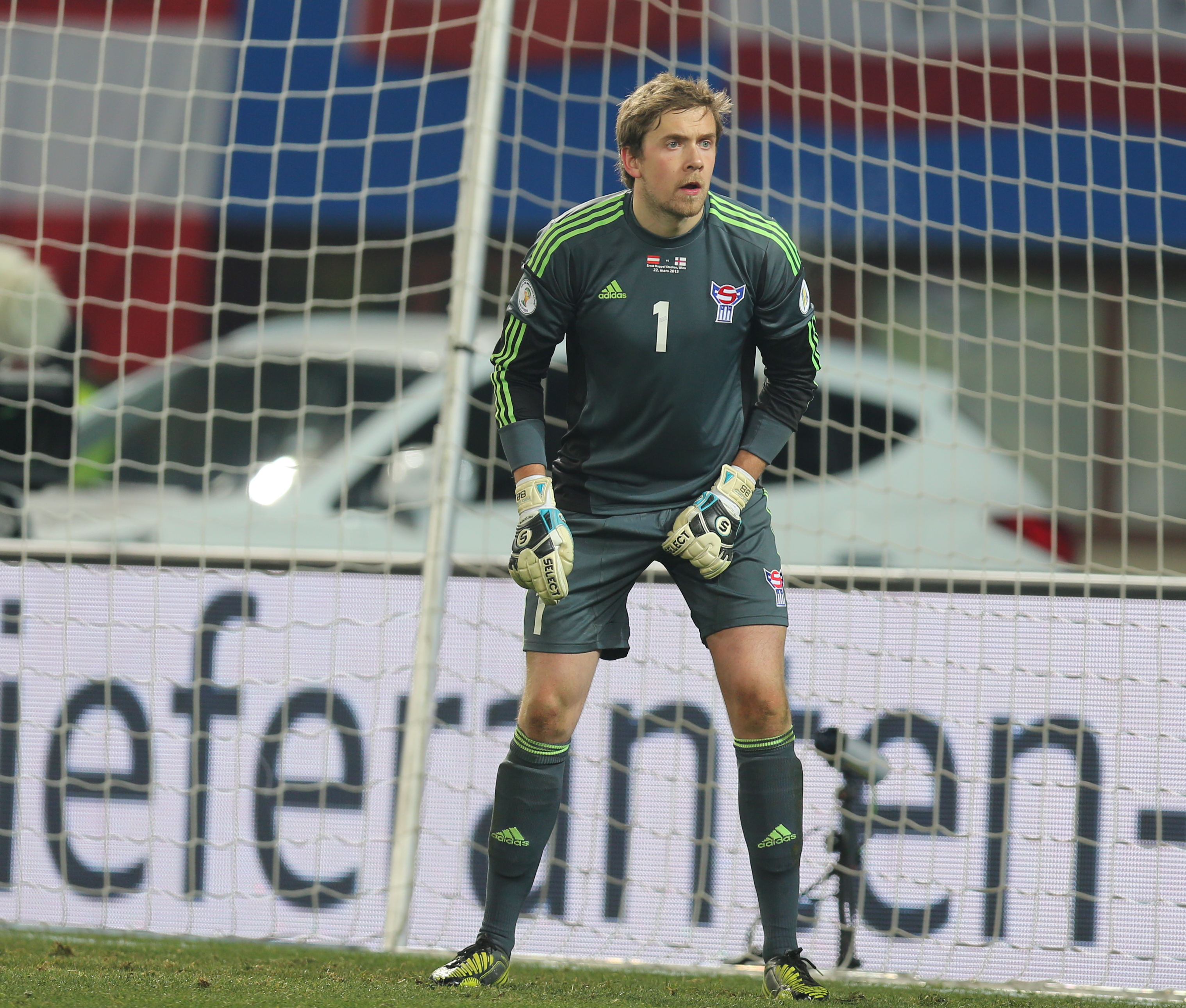
2013年、オーストリア代表戦にて

トースハウンで生まれ、HBトースハウンでサッカーを始めた。その後、BKフレムを経て2007年5月にブラックバーン・ローヴァーズFCでのトライアルに参加し、「とても幸せだ、自分を進歩させる機会が沢山がある。監督やスタッフは信頼してくれるし裏切りたくない。」と述べた。その後7月2日に同クラブに加入、移籍金は「僅か」とされており明らかにされていない。2008年8月8日に6ヶ月のレンタル移籍でスコティッシュ・プレミアリーグのマザーウェルFCに行ったが、同年末にはブラックバーン・ローヴァーズに復帰した。
2009年に2年半契約でマンチェスター・シティFCに移籍。同年、カンファレンス・ナショナルのレクサムAFCに短期のレンタル移籍をした。レクサムでは3月28日に行われたヒストンFC戦で初出場したものの、1-0で敗北した。4月に行われたオックスフォード・ユナイテッドFC戦で親指を負傷し、検査の為にマンチェスター・シティに戻った。2010年4月24日に行われたプレミアリーグのアーセナルFC戦でシェイ・ギヴンに代えて76分に出場しプレミアデビューし、フェロー諸島のサッカー選手として初めてプレミアの舞台に立ったが、出場はこの1試合に止まった。2010年夏に2012年までの契約延長をした。2010年7月23日にフットボールリーグ1のトレンメア・ローヴァーズFCに2011年1月までのレンタル移籍で加入した。トレンメアでは8月7日に行われたオールダム・アスレティックAFC戦でデビューしたが1-2で敗北した。その後代表で負傷したため、3ヶ月の離脱を余儀なくされ12月に復帰した。2011-12シーズンの末にマンチェスター・シティから放出されたものの、数週間後に再びマンチェスター・シティのメンバーになった。しかし、リチャード・ライトが移籍市場最終日に加入したため、再放出となった。ただ公式には12月7日まで在籍しており、2013年1月からイングランドあるいはスカンディナヴィアのクラブでプレーしたいと述べていた。
2013年4月初めにデンマーク・スーペルリーガのシルケボーIFに加入。8日のAaBオールボー戦で初出場するが、1-0で敗北した。7月3日に2年契約で5年ぶりにマザーウェルに復帰。2015年3月4日に相互の合意の下契約を解除した。4月4日に1年契約でアイスランドのストヤルナンに加入。5月3日に行われたÍAアクラネース戦で初出場、無失点に抑えた。同年末にストヤルナンの年間最優秀選手に選手側とフロント側の双方から選ばれた。10月28日に3年契約でFHハフナルフィヨルズゥルに移籍した。

## 代表歴
2009年3月22日に行われたアイスランド代表戦で代表初出場、2-1で勝利した。2016年6月3日に行われたコソボ代表との親善試合で初めて主将を務め、2-0の勝利を収めた。